# Alice Constance Austin
Alice Constance Austin (* 24. März 1862 in Chicago; † 17. Dezember 1955 in Los Angeles) war eine amerikanische Architektin, Designerin und Stadtplanerin. Sie gilt als Pionierin der amerikanischen Architektur.

## Leben
Mit ihrer Familie ist sie häufig umgezogen und reiste viel. Dabei fertigte sie Notizen und Zeichnungen an, die sie später für ihre Architekturentwürfe nutzte. Es ist nicht bekannt, wo sie ausgebildet wurde und ihre Design Fähigkeiten erwarb. Doch in 1888 hat sie ein Haus für ihre Eltern und sich selbst in Santa Barbara entworfen und gebaut.

## Werk

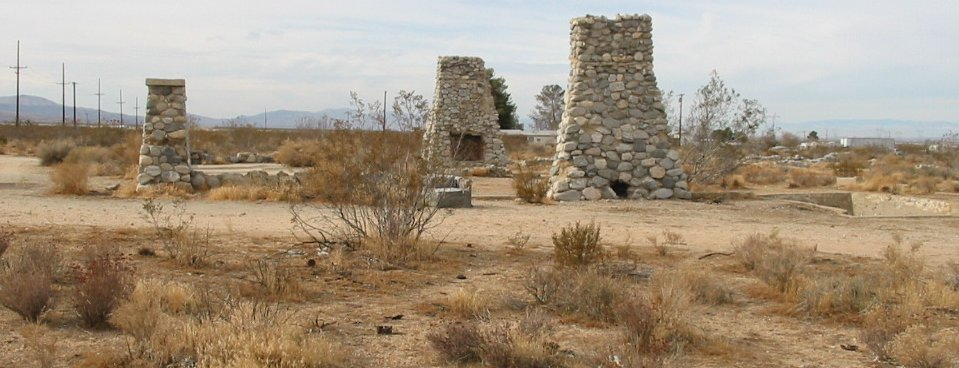
Llano Del Rio1

Alice Constance Austin plante und baute 1914 die Stadt Llano del Rio in der kalifornischen Wüste. Das Ziel war eine Stadt für eine moderne Gesellschaft zu entwickeln mit der aktiven Teilnahme am gesellschaftlichen Leben von Frauen. Die Stadt wurde nach pragmatischen Kriterien entwickelt. Es sollte möglich sein, sich schnell zu treffen durch kurze Wege. Inspiriert von Elektrik, Automatisierung und Eisenbahn sollte der Alltag erleichtert werden und möglichst entspannt verlaufen. Anstatt einer Küche gab es Tunnel für den Transport von Lebensmitteln und Essen. Die Planung einer an der Gemeinschaft orientierten Form des Zusammenlebens wurde erfolgreich umgesetzt. Die Stadt wirtschaftete autark und hatte nach drei Jahren 1100 Einwohner. Doch durch den Ausbruch des Ersten Weltkriegs konnte die nachhaltig entwickelte Stadt jedoch nicht zu Ende gebaut werden und scheiterte ökonomisch.
Als Utopistin und Feministin entwickelte sie Formen des Zusammenlebens, die Frauen mehr Raum gaben außerhalb rein reprduktiver Aufgaben. Sie reflektierte moderne Formen des Zusammemlebens und kritisierte partriarchale Rollenzuschreibungen. Doch diese Strukturkritik wurde in späteren Jahren verworfen, in denen sich ihr Wirken auf die klassische Kernfamilie konzentrierte.

## Feminismus
Ihre feministischen Themen der Stadtentwicklung haben spätere Stadtplaner beeinflusst. Ausgerichtet an den Bedürfnissen der Menschen war ihre Bauweise feministisch geprägt. Sie arbeitete bereits an gesellschaftlichen Themen wie Mindestlohn, soziale Absicherung, bezahlbares Wohnen (Mietendeckel), Wohlfahrt und Gesundheitsschutz.

## Publikation
In 1935 veröffentlichte sie das Buch The Next Step — How to Plan for Beauty, Comfort, and Peace with Great Savings Effected by the Reduction of Waste, in dem ihre Überlegungen zur Nachhaltigkeit festgehalten sind.

## Auszeichnung
In der Ausstellung Still I Rise, 2019, Nottingham Contemporary, Vereinigtes Königreich, wird ihr Werk als Widerstandsbewegung mit alternativer Lebensform aus der Gender Perspektive präsentiert.